# Fula
Fula är ett språk från Västafrika, och talas av fulanifolket från Senegal till Kamerun och Sudan.
Det finns många namn för fulani och deras språk. Hausafolket kallar dem fulani, medan woloffolket använder peul och mandinkafolket fula. Fulanifolket kallar sig själva fulbe (plural), pullo (singular). Talare med västafrikansk dialekt kallar sitt språk pulaar eller pular, medan de med östafrikansk dialekt säger fulfulde.

## Dialekter
Det finns flera olika dialekter hos fulanifolket, men språket talas utan skillnader förutom dialekterna. Wilson (1989) hävdar att "resenärer med stora avstånd från varandra aldrig finner kommunikation omöjligt".[källa behövs] Bibelöversättare bedömer att minst sju olika översättningar behövs för att göra det förståeligt för alla fulfuldetalare.
Pular är det officiella regionala språket i Guinea, och många talare är enspråkiga (monolinguala). Språket har lånat mycket från arabiskan och franskan, men också från engelska, portugisiska, malinke, susu, wolof och andra språk.

## Alfabetet
Fula skrivs med det latinska alfabetet och använder följande speciella bokstäver med "krok": Ɓ/ɓ, Ɗ/ɗ, Ŋ/ŋ, Ɲ/ɲ, Ƴ/ƴ (i.e. B, D, Ng, N, Y). Apostrofen (’) används som en glottal klusil, och i nigerianskt språk ersätts ’y med ƴ.